# Vinho aromatizado
Um vinho aromatizado é um vinho fortificado ou mistelle que foi saborizado com ervas, especiarias, frutas ou outros aromatizantes naturais.

## Descrição
Um vinho aromatizado deve ter um teor alcoólico mínimo de 14,5% em volume e um teor de álcool máximo de 22% em volume, de acordo com a lei do Conselho Regulatório da UE (CEE) N.º 1601/91. A maioria das marcas mais antigas, são da França e da Itália, mas agora há uma série de pequenos produtores artesanais ou semi-artesanais em todo o mundo.
Outras bebidas similares descritas na dita lei são as "bebidas aromatizadas à base de vinho" (não fortificado) e "coquetéis de produto vinícolas aromatizados'' (misturas, com teor alcoólico de menos de 7% ABV).

## Variedades de vinho aromatizado

### Vermute
O vermute é o vinho aromatizado mais conhecido, devido à sua utilização em coquetéis e marcas famosas como Martini e Cinzano, que são comuns em todo o mundo. O vermute pode ser doce ou seco, e vermelho, branco, rosa ou laranja. É, tradicionalmente aromatizado com uma infusão de ervas, cascas de frutas e especiarias, incluindo o absinto, mas marcas comerciais costumam ser feitas com xarope concentrado de sabores para manter a consistência e um baixo custo. Outras marcas incluem Punt e Mes, Noilly Prat e Carpano.

### Aperitivos a base de vinho aromatizado
Aperitivos a base de vinho aromatizado são uma variedade de bebidas relacionadas com o vermute, mas quem pode ser aromatizado com muitas plantas, incluindo casca de chinchona (fonte da quinina), raiz de genciana e frutas, e normalmente não contêm absinto, ou sabores de absinto, que os vermutes, historicamente têm. Duas marcas conhecidas são Quinquina e Americano.

#### Quinquina
Quinquina usa quinchona como principal ingrediente saborizante. Marcas desse tipo de vinho aromatizado aperitivo incluem Lillet, Dubonnet e Byrrh.

#### Americano
Americano é feito com raiz de genciana como o principal tempero ingrediente. O nome é derivado do italiano 'Amer", que significa amargo, ao invés de incluir qualquer referência a 'América'. Marcas desse tipo de vinho aromatizado aperitivo incluem Cocchi Americano e Vergano Americano.

#### Lillet
Lillet é um vinho aromatizado francês que passou a conter quinina a partir de 1887 a 1986. O branco (blanc) versão era um ingrediente em "o Gin e o francês" especialmente popular na Londres Vitoriana, semelhante a um martini ou "Gim e" usando o vermute.